# William Vane, I duca di Cleveland
William Vane, I duca di Cleveland (27 luglio 1766 – St. James's, 29 gennaio 1842), è stato un nobile e politico inglese.

## Biografia
Era il figlio di Henry Vane, II conte di Darlington, figlio di Henry Vane, I conte di Darlington e di Lady Grace FitzRoy, figlia di Charles FitzRoy, II duca di Cleveland, figlio del re Carlo II con la sua amante Barbara Palmer. Sua madre era Margaret Lowther, figlia di Robert Lowther, governatore delle Barbados, e sorella di James Lowther, I conte di Lonsdale. Fu battezzato nella Cappella Reale, a St. James's Palace. Studiò alla Christ Church di Oxford.

## Carriera politica
Barnard è stato un deputato Whig per Totnes (1788-1790) e per Winchelsea (1790-1792). L'ultimo anno è subentrato a suo padre nella contea e prese il suo posto nella Camera dei lord e come Lord luogotenente della contea di Durham, incarico che mantenne fino alla morte. Nel 1827 fu creato marchese di Cleveland,. All'incoronazione di Guglielmo IV era portatore della terza spada, l'8 settembre del 1831. Nel 1833 è stato nominato barone Raby e duca di Cleveland. Nel 1839 è stato nominato Cavaliere della Giarrettiera.

## Matrimonio
Sposò, il 17 settembre 1787, Lady Catherine Powlett (1766-1807), figlia di Harry Powlett, VI duca di Bolton. Ebbero otto figli:
- Henry Vane, II duca di Cleveland (1788-1864);
- Lady Louisa Catherine Barbara Vane (1791-1821), sposò il maggiore Francis Forester, ebbero un figlio;
- William Vane, III duca poi Cleveland (1792-1864);
- Lady Caroline Vane (nata e morta nel 1795);
- Lady Augusta Henrietta Vane (1796-1874), si sposò Mark Milbank, ebbero nove figli;
- Lady Arabella Vane (1801-1864), sposò Richard Arden, III Barone di Alvanley, non ebbero figli;
- Harry Vane, IV duca di Cleveland (1803-1891);
- Lady Laura Vane (1807-11 novembre 1882), sposò il tenente colonnello William Henry Meyrick, ebbero due figli.

Sposò, il 27 luglio 1813, Elizabeth Russell (1777-1861), figlia di Robert Russell. Non ebbero figli.

## Morte
Morì il 29 gennaio 1842 a St James's Square, Westminster. Fu sepolto a Staindrop.

## Ascendenza
|                                    |                 |                                       | Genitori                                            |  |  | Nonni |  |  | Bisnonni                        |  |  | Trisnonni                          |  |
|                                    |                 |                                       |                                                     |  |  |       |  |  | Gilbert Vane, II barone Barnard |  |  | Christopher Vane, I barone Barnard |  |
|                                    |                 |                                       |                                                     |  |  |       |  |  | Gilbert Vane, II barone Barnard |  |  | Christopher Vane, I barone Barnard |  |
|                                    |                 | Elizabeth Holles                      |                                                     |  |  |       |  |  | Gilbert Vane, II barone Barnard |  |  |                                    |  |
| Henry Vane, I conte di Darlington  |                 |                                       |                                                     |  |  |       |  |  | Gilbert Vane, II barone Barnard |  |  |                                    |  |
|                                    |                 | Mary Randyll                          | Morgan Randyll                                      |  |  |       |  |  |                                 |  |  |                                    |  |
|                                    |                 | Mary Randyll                          | Morgan Randyll                                      |  |  |       |  |  |                                 |  |  |                                    |  |
|                                    |                 | Mary Randyll                          | Anne Gould                                          |  |  |       |  |  |                                 |  |  |                                    |  |
| Henry Vane, II conte di Darlington |                 | Mary Randyll                          |                                                     |  |  |       |  |  |                                 |  |  |                                    |  |
|                                    |                 | Charles FitzRoy, II duca di Cleveland | Charles II, re d'Inghilterra, di Scozia e d'Irlanda |  |  |       |  |  |                                 |  |  |                                    |  |
|                                    |                 | Charles FitzRoy, II duca di Cleveland | Charles II, re d'Inghilterra, di Scozia e d'Irlanda |  |  |       |  |  |                                 |  |  |                                    |  |
|                                    |                 | Charles FitzRoy, II duca di Cleveland | Barbara Palmer, I duchessa di Cleveland             |  |  |       |  |  |                                 |  |  |                                    |  |
| Grace FitzRoy                      |                 | Charles FitzRoy, II duca di Cleveland |                                                     |  |  |       |  |  |                                 |  |  |                                    |  |
|                                    |                 | Anne Pulteney                         | William Pulteney                                    |  |  |       |  |  |                                 |  |  |                                    |  |
|                                    |                 | Anne Pulteney                         | William Pulteney                                    |  |  |       |  |  |                                 |  |  |                                    |  |
|                                    |                 | Anne Pulteney                         | Grace Corbet                                        |  |  |       |  |  |                                 |  |  |                                    |  |
| William Vane, I duca di Cleveland  |                 | Anne Pulteney                         |                                                     |  |  |       |  |  |                                 |  |  |                                    |  |
|                                    | Richard Lowther | John Lowther, I baronetto             |                                                     |  |  |       |  |  |                                 |  |  |                                    |  |
|                                    | Richard Lowther | John Lowther, I baronetto             |                                                     |  |  |       |  |  |                                 |  |  |                                    |  |
|                                    | Richard Lowther | Mary Fletcher                         |                                                     |  |  |       |  |  |                                 |  |  |                                    |  |
| Robert Lowther                     | Richard Lowther |                                       |                                                     |  |  |       |  |  |                                 |  |  |                                    |  |
|                                    |                 | Barbara Prickett                      | Robert Prickett                                     |  |  |       |  |  |                                 |  |  |                                    |  |
|                                    |                 | Barbara Prickett                      | Robert Prickett                                     |  |  |       |  |  |                                 |  |  |                                    |  |
|                                    |                 | Barbara Prickett                      | …                                                   |  |  |       |  |  |                                 |  |  |                                    |  |
| Margaret Lowther                   |                 | Barbara Prickett                      |                                                     |  |  |       |  |  |                                 |  |  |                                    |  |
|                                    |                 | Joseph Pennington                     | William Pennington, I baronetto                     |  |  |       |  |  |                                 |  |  |                                    |  |
|                                    |                 | Joseph Pennington                     | William Pennington, I baronetto                     |  |  |       |  |  |                                 |  |  |                                    |  |
|                                    |                 | Joseph Pennington                     | Isabel Stapleton                                    |  |  |       |  |  |                                 |  |  |                                    |  |
| Catherine Pennington               |                 | Joseph Pennington                     |                                                     |  |  |       |  |  |                                 |  |  |                                    |  |
|                                    |                 | Margaret Lowther                      | John Lowther, I visconte Lonsdale                   |  |  |       |  |  |                                 |  |  |                                    |  |
|                                    |                 | Margaret Lowther                      | John Lowther, I visconte Lonsdale                   |  |  |       |  |  |                                 |  |  |                                    |  |
|                                    |                 | Margaret Lowther                      | Katherine Thynne                                    |  |  |       |  |  |                                 |  |  |                                    |  |
|                                    |                 | Margaret Lowther                      |                                                     |  |  |       |  |  |                                 |  |  |                                    |  |